# 青年冰球联赛
青少年冰球联盟（俄语：Молодежная Хоккейная Лига (МХЛ)，羅馬化：Molodezhnaya Hokkeinaya Liga，MHL）是歐亞大陸的一個青少年冰球联盟，成立于2009年。截至2021年，它由来自4个国家的33支球队组成。除了一支球队外，所有球队都是大陸冰球聯賽或俄羅斯超級冰球聯賽职业球隊的附属球队。參賽球员的年龄不能超过20岁。聯盟的比賽中分為常規賽和季後賽。奪冠球隊最終會捧得哈尔拉莫夫杯。該獎杯名稱來自於冰球运动员瓦列里·哈尔拉莫夫。